# Traenheim
Traenheim je občina v departmaju Bas-Rhin francoske regije Alzacija.
Leta 1990 je v občini živelo 496 oseb oz. 160 oseb/km².